# Logitech G19
Logitech G19 – klawiatura firmy Logitech zaprojektowana dla graczy. Zawiera 12 klawiszy makro, do których można przypisać po 3 makra. Posiada ulepszony, kolorowy wyświetlacz LCD o lepszej rozdzielczości w porównaniu z poprzedniczką Logitech G15 i następczynią Logitech G510. Inną zauważalną cechą odróżniającą G19 od G15 i G510 jest to, że wymaga osobnego zasilania; adapter dołączony w opakowaniu.

## Dostępne układy
US – Stany Zjednoczone

UK – Wielka Brytania

DK – Duński

NO – Norweski

SE – Szwedzki

FI – Fiński

SP – Hiszpański

IT – Włoski

DE – Niemiecki

CH – Szwajcarski

RU – Rosyjski

FR – Francuski

## Inne dodatki
- Wyświetlacz LCD 320x240 piksele z 8 klawiszami do nawigacji
- Możliwość tworzenia skrótów klawiszowych
- Możliwość tworzenia makr za pomocą klawisza MR bez posiadania dołączonej aplikacji "Profiler klawiszy" (np. podczas gry)
- Możliwość wciśnięcia nawet do 5 klawiszy jednocześnie
- Wyłączanie klawiszy Windowsa podczas gry (tryb gry/pulpitu)
- Wszystkie klawisze są podświetlane diodami LED, które można wyłączyć, lub zmienić ich kolor (tylko w Windowsie)
- Posiada klawisze multimediów i rolkę zmieniającą poziom głośności
- Wbudowane dwa porty USB 2.0 z tyłu urządzenia
- Odtwarzanie filmów z serwisu YouTube na wyświetlaczu

## Obsługiwane gry i aplikacje
Wiele różnych gier i aplikacji jest obsługiwanych przez G19. Dla tych gier pokazywane są informacje takie jak amunicja, poziom życia i przedmioty aktualnie noszone przez gracza będą wyświetlone na panelu LCD. Niektóre gry i programy wymagają patchy, by współdziałały z G19. Warte wspomnienia jest również to, że wszystkie wtyczki z G15/G13 zadziałają również na G19, lecz wszystko będzie czarno-białe.